# Kopfwalzwerk

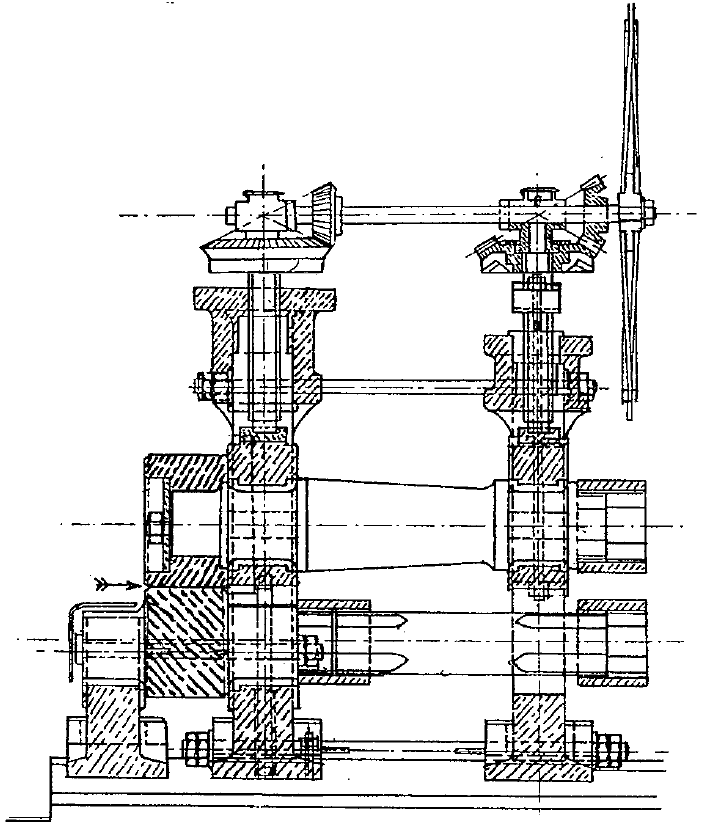
Schematische Darstellung eines einfachen Kopfwalzwerkes

Ein Kopfwalzwerk (auch Bandagenwalzwerk) ist ein Walzwerk mit einer Walzenanordnung zum Walzen von Metallen, bei der der Walzspalt axial – also „vor Kopf“ – zugänglich ist, damit z. B. Ringe ohne aufwändige Walzendemontage gewalzt werden können.

## Funktionsweise
Die einfachste Konstruktion eines Kopfwalzwerks ist im Prinzip ein Duowalzwerk, bei dem die Walzen einseitig aus dem Gerüst herausragen. Diese einfache Konstruktion wurde teilweise durch zusätzliche Walzen zum Begrenzen des Walzspaltes in axialer Richtung erweitert und das Gerüst zur einfacheren Handhabung der Radreifen auf die Seite gelegt, so dass die Walzenachsen vertikal stehen. Bei letzterem Typ wurden die beiden Walzen dann mit einem Kaliber versehen und der Ring/Radreifen mittels eines hydraulisch betätigten Tisches auf das Niveau des entsprechenden Kalibers gehoben, so dass mit einem Walzwerk alle notwendigen Profilierungsschritte gewalzt werden konnten.

## Geschichte
Das erste sinnvoll zur Herstellung von Ringen nutzbare Kopfwalzwerk wurde um 1840 vom Schweizer Johann Georg Bodmer erfunden und 1842 bei P.R. Jackson & Co.in Manchester eingesetzt. Ein Kopfwalzwerk mit vertikaler Walzenstellung stellt mit der Fähigkeit zum Walzen von endlosem Material einen wichtigen Anteil von Alfred Krupps Herstellungsprozess nahtloser Radreifen dar. Das Kopfwalzwerk wurde weiter stetig weiter verfeinert und abgewandelt, schließlich für die Herstellung von Ringen ab 1887 von der heutigen Form des Ringwalzwerks mit getrennten Walzspalten für die Radial- und Axialkomponenten verdrängt.